# Boophis idae
Boophis idae (Steindachner, 1867) è una rana della famiglia Mantellidae, endemica del Madagascar.

## Descrizione
È una rana di medie dimensioni che raggiunge lunghezze di 29-36 mm. La pelle dorsale, liscia, diviene leggermente granulosa nei maschi in fase riproduttiva; la colorazione di fondo è grigio-marrone, marrone giallastro o marrone scuro, spesso con piccole macchie nere bordate di verde. I fianchi hanno un caratteristico pattern maculato con chiazze biancastre, giallastre e turchesi. Le punte delle dita sono di colore arancio. La gola è di colore giallo e le iridi di colore arancio.

## Distribuzione e habitat
L'areale della specie comprende le foreste pluviali  del Madagascar centro-orientale, da Nosy Boraha sino a Ivohibe.

## Biologia
È una specie arboricola.

## Conservazione
La IUCN Red List classifica Boophis idae come specie a basso rischio (Least Concern).
È presente all'interno di diverse aree protette tra cui la riserva speciale di Analamazaotra, la Riserva speciale di Pic d'Ivohibe e il parco nazionale di Andasibe-Mantadia.